# Отто фон Керпен
Отто фон Керпен (нім. Otto von Kerpen, помер в 1208 році в Акрі) — другий великий магістр Тевтонського ордену в 1200 - 1208 роках.

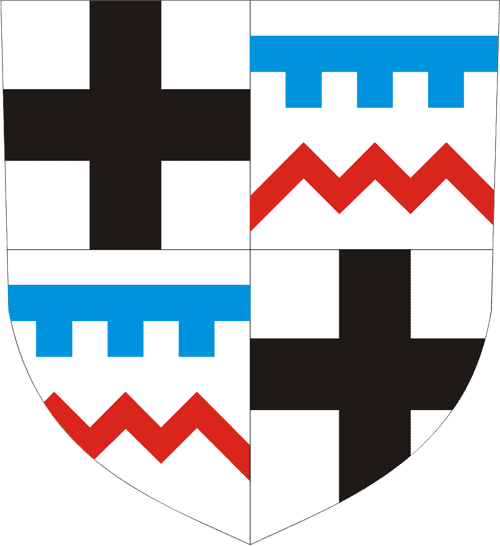
Герб Отто фон Керпена

Походив з роду рейнських міністеріалів із замку Керпел (нім.  Burg Kerpel ). Перебуваючи на посаді великого магістра доклав зусилль для зміцнення самостійності Ордену від «старших» (сильніших на той час) лицарських орденів в Палестині: госпітальєрів і тамплієрів.
Помер в 1208 році і був похований в Акрі.